# Церковь Преподобной Марии на Большеохтинском кладбище
Церковь Преподобной Марии, именовавшейся Марином — уничтоженный единоверческий храм на Большеохтинском кладбище (Партизанская улица, 2) в Санкт-Петербурге.

## История
24 сентября 1895 года, на Большеохтинском кладбище, на средства потомственной почётной гражданки, вдовы Марии Трофимовны Козьминой, на месте погребения её родителей, по проекту епархиального архитектора Н. Н. Никонова был заложен единоверческий храм.
Фундаменты церкви были выполнены из путиловской плиты на известковом растворе, цоколь выложен из финляндского («пютераахтского») красного гранита, стены возведены из красного кирпича. Наружные фасады церкви были облицованы «рижским» облицовочным кирпичом красного и жёлтого оттенков. Терракотовые украшения (сандрики, колонки, кокошники и майоликовые изразцы) были выполнены художественно-промышленной школой имени Н. В. Гоголя (в настоящее время — Миргородский художественно-промышленный колледж имени Н. В. Гоголя) из города Миргорода, Полтавской губернии.
Купол и крыши церкви были покрыты железом и покрашены масляной краской, шатры над двумя боковыми крыльцами покрыты разноцветной черепицей, выполненной в городе Миргороде. Шпиль и шейка колокольни выполнены из кирпича с облицовкой «рижским» кирпичом. Престол был отделан серебром, образа и росписи выдержаны в древнерусском стиле.
Вместимость церкви составляла 600 человек. Под церковью были устроены склепы. Стоимость строительных работ (без учёта стоимости иконостаса и внутренних иконописных работ) составила 75 тысяч рублей.
Церковь была освящена 14 ноября 1902 года в честь преподобной Марии, именовавшейся Марином (то есть взявшей себе мужское имя «Марин», небесной покровительницы М. Т. Козьминой). После Октябрьской революции церковь была закрыта и снесена в 1929 году.